# Eidmannella tuckeri
Eidmannella tuckeri är en spindelart som beskrevs av James Cokendolpher och Paul Reddell 200. Eidmannella tuckeri ingår i släktet Eidmannella och familjen grottspindlar. Inga underarter finns listade i Catalogue of Life.